# Biatlon op de Olympische Winterspelen 1960
Biatlon is een van de sporten die beoefend werden tijdens de Olympische Winterspelen 1960 in Squaw Valley. De wedstrijden vonden plaats in het McKinney Creek Stadium in Tahoma.

## Heren

### 20 kilometer individueel
| Rang   | Sporter(s)          | Land | Tijd      | Pen. |
| ------ | ------------------- | ---- | --------- | ---- |
| Goud   | Klas Lestander      | SWE  | 1:33:21.6 | 0    |
| Zilver | Antti Tyrväinen     | FIN  | 1:33:57.7 | 2    |
| Brons  | Aleksandr Privalov  | URS  | 1:34:54.2 | 3    |
| 4      | Vladimir Melanin    | URS  | 1:35:42.4 | 4    |
| 5      | Valentin Psjenitsyn | URS  | 1:36:45.8 | 3    |
| 6      | Dmitri Sokolov      | URS  | 1:38:16.7 | 5    |
| 7      | Ola Wærhaug         | NOR  | 1:38:35.8 | 1    |
| 8      | Martti Meinilä      | FIN  | 1:39:17.0 | 5    |

## Medaillespiegel
| Plaats | Land        | NOC    | Goud | Zilver | Brons | Totaal |
| ------ | ----------- | ------ | ---- | ------ | ----- | ------ |
| 1      | Zweden      | SWE    | 1    | 0      | 0     | 1      |
| 2      | Finland     | FIN    | 0    | 1      | 0     | 1      |
| 3      | Sovjet-Unie | URS    | 0    | 0      | 1     | 1      |
| Totaal | Totaal      | Totaal | 1    | 1      | 1     | 3      |